# Jodigurrappanahalli, Gauribidanur
Jodigurrappanahalli là một làng thuộc tehsil Gauribidanur, huyện Chikkaballapur, bang Karnataka, Ấn Độ.